# Știrbăț
Știrbăț – wieś w Rumunii, w okręgu Suczawa, w gminie Udești. W 2011 roku liczyła 584 mieszkańców. 